# Aurimas Kučys
Aurimas Kučys (ur. 22 lutego 1981 w Poniewieżu) – litewski piłkarz grający na pozycji pomocnika w Ekranasie Poniewież. Rozegrał ponad dwieście spotkań w litewskiej ekstraklasie. Ma także na koncie 16 występów w reprezentacji Litwy.